# علي بن المديني
علي بن عبد الله بن جعفر بن نجيح السعدي، أبو الحسن بن المديني، المحدّث الحافظ الأصولي الأخباري المؤرخ النسابة اللغوي  أحد الأعلام وصاحب التصانيف، روى عنه الأئمة البخاري وأحمد والنسائي وغيرهم، وعنه شحن البخاري صحيحه بحديث هذا الإمام الحافظ الحجة، وقال عنه: ما استصغرت نفسي بين يدي أحد إلا بين يدي علي بن المديني  ولما سئل البخاري: ما تشتهي؟ قال: أن أقدم العراق وعلي حي فأجالسه.

## نسبه
علي ‌بن ‌عبد ‌الله ‌بن ‌جعفر ‌بن ‌نجيح، أبو الحسن السعدي، مولاهم، البصري، أصله مديني. مولى عروة بن عطية، البصري، يقال له: ابن المديني. فأبوه عبد الله محدث مشهور روى عن الكثيرين من مشيخة مالك بن أنس،  وجده جعفر بن نجيح روى عن عبد الرحمن بن القاسم بن محمد بن أبي بكر الصديق.

## ولادته ونشأته
ولد الإمام بالبصرة في العراق عام 161 للهجرة الموافق لعام 778 للميلاد ونشأ بها، لذا يلقب بالبصري.
كما أن عائلته تعود جذورها إلى المدينة المنورة وما زالوا موجودين؛ والده مديني سكن البصرة وولد علي بها  قال ابن حبان: كان أصله من المدينة ومولده بالبصرة، وكان مولده سنة ثنتين وستين ومائة في شهر ربيع الأول وكان من أعلم أهل زمانه بعلل حديث رسول الله صلى الله عليه وسلم ممن رحل وجمع وكتب وصنف وحفظ وذاكر.

## شيوخه
روى عن:
- عبد الوهاب بن عبد المجيد بن الصلت الثقفي.
- الإمام أحمد بن حنبل.
- معتمر بن سليمان بن طرخان أبو محمد.
- مرحوم بن عبد العزيز بن مهران أبو محمد "العطار القرشي".
- سفيان بن عيينة.
- عبد الله بن وهب بن مسلم الفهري أبي محمد "ابن وهب".
- الوليد بن مسلم بن السائب الدمشقي القرشي أبي العباس "الحافظ الأموي".
- ابن علية إسماعيل.
- فضيل بن سليمان النميري البصري أبي سليمان.
- حماد بن زيد بن درهم الأزدي.
- عبد العزيز بن أبي حازم.
- معاذ بن معاذ،أبي المثنى العنبري البصري.
- محمد بن جعفر أبي عبد الله الهذلي "غندر".
- أبي سلمة الماجشون.
- أبي إسماعيل بشر بن المفضل بن لاحق الرقاشي.
- يحيى بن سعيد "يحيى القطان".
- خالد بن الحارث بن عبيد "خالد الصدوق".
- عبد الوارث بن سعيد بن ذكوان أبي عبيدة البصري التنوري.
- حاتم بن وردان البصري أبي صالح.
- جعفر بن سليمان بن علي أبي القاسم العباسي.
- عبد الوارث بن عبد الصمد بن عبد الوارث العنبري البصري.
- هشام بن يوسف أبي عبد الرحمن الصنعاني "القاضي هشام".
- عبد العزيز بن عبد الصمد العمي أبي عبد الصمد العمي.
- عبد الله بن جعفر بن نجيح السعدي المديني.
- عبد الأعلى بن عبد الأعلى السامي أبي محمد القرشي.
- يزيد بن زريع العيشي، أبي معاوية البصري.
- عبد الرحمن بن مهدي بن حسان العنبري البصري "أبي سعيد".
- هشيم بن بشير بن أبي خازم، "أبي معاوية السلمي الواسطي".
- جرير بن عبد الحميد بن قرط الرازي الآبي أبي عبد الله.
- عبد الرزاق بن همام بن نافع الحميري أبي بكر الصنعاني.
- أبي محمد عبد العزيز بن محمد بن عبيد الدراوردي المدني.[11]

## تلاميذه
روى عنه:
- محمد بن عثمان بن خالد بن عمر بن عبد الله العثماني "أبو مروان".
- محمد بن محمد بن إسماعيل بن شداد الجذوعي القاضي "الجذوعي أبو عبد الله".
- إسماعيل بن إسحاق بن إسماعيل الجهضمي الأزدي "القاضي أبو إسحاق".
- محمد بن إسماعيل بن إبراهيم بن المغيرة بن بردزبة البخاري "الإمام البخاري".
- عثمان بن سعيد بن خالد الدارمي السجستاني أبو سعيد.
- هلال بن العلاء بن هلال الباهلي "أبو عمرو الرقي".
- محمد بن مسلم بن عثمان الرازي أبو عبد الله "ابن وارة".
- محمد بن علي بن الفضل أبي العباس المديني البغدادي فستقة "فستقة محمد".
- محمد بن وضاح بن بزيع المرواني القرطبي أبو عبد الله.
- محمد بن أحمد بن البراء بن المبارك أبي الحسن البغدادي "محمد بن البراء".
- محمد بن محمد بن سليمان بن الحارث الواسطي البغدادي أبي بكر "ابن الباغندي محمد".
- جعفر بن محمد بن الحسن بن المستفاض الفريابي أبي بكر.
- العباس بن الفضل بن محمد بن بشر الأسفاطي البصري.
- يحيى بن محمد بن البختري أبي زكريا الحناني البغدادي البصري.
- الحسين بن الكميت بن البهلول بن عمر أبي علي الموصلي.
- محمد بن الحسن أبي الحسين صاحب النرسي.
- علي بن أحمد بن النضر بن عبد الله بن مصعب الأزدي.
- محمد بن محمد بن رجاء بن السندي "أبي بكر الإسفرايني".
- موسى بن إسحاق بن موسى الأنصاري أبي بكر الخطمي.
- محمد بن إسحاق بن إبراهيم بن مخلد أبي الحسن المروزي "ابن راهويه".
- أبي عمر عبيد الله بن عثمان الأموي العثماني البغدادي.
- عبد الرحمن بن محمد بن عبد الرحمن بن هلال أبي محمد السامي "أبي صخرة".
- محمد بن يحيى بن عبد الله النيسابوري الذهلي أبي عبد الله.
- محمد بن حماد بن ماهان بن زياد بن عبد الله أبي جعفر الدباغ.
- محمد بن عبدة بن حرب العباداني البصري "أبي عبيد الله".
- أحمد بن إسحاق بن صالح أبي بكر الوزان.
- الحسن بن هارون بن سليمان بن داود السلمي الخراز الأصبهاني.
- الحسن بن علي بن شبيب البغدادي أبي علي "المعمري".
- الفضل بن حباب الجمحي "أبي خليفة".
- عبيد بن عبد الواحد بن شريك البزار "أبي محمد".
- محمد بن يعقوب بن الفرج أبي جعفر "ابن الفرجي محمد".
- يحيى بن منصور بن نصر السلمي أبي سعد الهروي.
- يحيى بن منصور بن الحسن بن منصور أبي سعد الهروي.
- سعد بن يحيى بن يزيد بن عبد الحميد بن يحيى بن سعد الرقي.
- محمد بن أحمد بن جعفر بن محمد بن الحسن الكوفي الوكيعي "أبي العلاء".
- محمد بن عثمان بن أبي شيبة أبي جعفر العبسي الكوفي.
- الحسن بن شجاع بن رجاء أبي علي البلخي.
- أحمد بن علي بن سعيد بن إبراهيم القرشي الأموي المروزي "أبي بكر".
- أبي العباس أحمد بن محمد بن مسروق الطوسي "ابن مسروق".
- أحمد بن الحسين بن نصر أبي جعفر الحذاء.
- محمد بن طاهر بن خالد بن البختري أبي العباس "ابن أبي الدميك محمد".
- أبي علي الحسن بن محمد بن عنبر بن شاكر البغدادي.
- محمد بن أبي عتاب أبي بكر الأعين.
- القاسم بن خالد بن قطن أبي سهل المروزي.
- يعقوب بن شيبة بن الصلت بن عصفور أبي يوسف السدوسي البصري.
- جرير بن عبد الحميد بن قرط الرازي الآبي أبي عبد الله.
- أحمد بن عمر بن مهير الشيباني أبي بكر الخصاف.
- إبراهيم بن محمد بن أحمد الجاجرمي "أبي إسحاق".
- أحمد بن محمد بن أبي بكر أبي عثمان المقدمي.
- أحمد بن فرح بن جبريل أبي جعفر البغدادي.
- أحمد بن عبيد الخباز.[12]

## أقوال العلماء فيه
- ذكره العجلي في كتابه "الثقات".[13]
- ذكره ابن حبان في كتابه "الثقات" وقال: وكان من أعلم أهل زمانه بعلل حديث رسول الله صلى الله عليه وسلم ممن رحلوجمع وكتب وصنف وحفظ وذاكر.[14]
- ذكره ابن عدي في كتابه "من روى عنهم البخاري في الصحيح ".[15]
- وقال الترمذيُّ: سمعتُ أبا زرعة عُبيد الله بن عبد الكريم يقول: لم أر بالبصرة أحفظ من هؤلاء الثلاثة: عليّ بن المديني، وابن الشاذكوني، وعَمرو بن علي الفلاس.[16]
- وقال النسائي: كأن علي بن المديني خُلق للحديث.[17]
- وقال النسائي أيضاً: كان هؤلاء الأربعة في عصر واحد: أحمد ابن حنبل، وإسحاق بن راهويه، ويحيى بن معين، وعلي بن عبد الله المديني، فأما أحمد وإسحاق فجمعا الحديث والفقه، وأما يحيى بن معين وعلي بن المديني فكان يعرفان الحديث خاصة دون غيره.[18]
- قال الخطيب البغدادي: وهو أحد أئمة الحديث في عصره، والمقدم على حفاظ وقته.[19]
- وقال البخاري: ما استصغرت نفسي عند أحد إلا عند علي بن المديني.[20]
- وقال أبو داود: ابن المديني أعلم باختلاف الحديث من أحمد بن حنبل.[21]
- وقال سفيان بن عيينة: حدثني علي بن المديني، وتلومونني على حب علي؟ ! والله لقد ‌كنت ‌أتعلّم ‌منه ‌أكثر ‌مما ‌يتعلّم ‌مني.[22]
- وقال سفيان بن عيينة أيضاً: ‌لولا ‌ابن ‌المدينى ‌ما ‌جلست.[23]
- وقال عبد الرحمن بن مهدى: ابن المدينى أعلم الناس بحديث رسول الله صلى الله عليه وسلم.[24]
- وقال أبو قدامة السرخسي: سمعت علي بن المدينى يقول رأيت فيما يرى النائم كأن الثريا تدلت حتى تناولتها، قال أبو قدامة فصدق الله رؤياه، بلغ في الحديث مبلغاً لم يبلغه كبير أحد.[24]
- وقال صاعقة: كان ابن المديني إذا قدم بغداد تصدر الحلقة وجاء يحيى وأحمد ابن حنبل والناس يتناظرون فإذا اختلفوا في شيء تكلم فيه ابن المديني.[24]
- وقال أبو حاتم: ‌كان ‌ابن ‌المديني ‌عَلَمًا ‌في ‌الناس ‌في ‌معرفة ‌الحديث ‌والعلل، وكان أحمد بن حنبل لا يسميه إنما يكنيه تبجيلًا له.[25]
- وقال يحيى بن معين: وقال له إنسان: علي بن المديني، فقال يحيى: علي ‌من ‌أهل ‌الصدق.[26]
- وقال أبو يحيى الساجي: وسمعت العباس بن عبد العظيم وعيسى بن شاذان يُطريان علي بن المديني في علمه وفهمه وسمته وحسن صلاته وحاجة الناس إلى علمه وفقهه.[18]
- وقال ابن أبي حاتم الرازي: سمعت أبي يقول: الذي كان يحسن معرفة صحيح الحديث من سقيمه، وعنده تمييز ذلك، ويحسن علل الحديث: أحمد بن حنبل، ويحيى بن معين، وعلي بن المديني وبعدهم أبو زرعة كان يحسن ذلك. قيل لأبي: فغير هؤلاء تعرف اليوم أحدًا؟ قال: لا.[27]
- قال ابن حجر: ‌علي ‌بن ‌عبد ‌الله ‌بن ‌جعفر ‌بن ‌نجيح: ثقة ثبت إمام، أعلم أهل عصره بالحديث وعلله مصنفاته.[28]
- قال المزي: الإمام المبرز في هذا الشأن، صاحب التصانيف الواسعة، والمعرفة الباهرة.[29]

## ثناؤه على العلماء
قال علي بن المديني: أيد الله هذا الدين برجلين لا ثالث لهما؛ أبو بكر الصديق يوم الردة، ‌وأحمد ‌بن ‌حنبل ‌يوم ‌المحنة.

## محنة خلق القرآنالتي وقع فيها
بدأت هذه المحنة في عهد الخليفة المأمون والذي كان يدعوا أن القرأن مخلوق وليس كلام الله وكان يقوم بعرض أفكاره بطريقة فلسفية وهذه البدعة بدأها الجهم بن صفوان وأمن بها الخليفة المأمون وبدأ في سؤال الناس هل القرآن مخلوق أم منزل من الله، وكان الكثير من القضاة والأئمة يعارضونه وبشدة حول ذلك، وعند وفاة المأمون أوصى المعتصم بتولي نشر هذه الدعوة البدعية، فقام المعتصم بتعذيب الأئمة وجلد وحبس كل من قال أن القرآن منزل من الله، وكان يدعوهم للقدوم فلا يأتون إليه ،وقد كان علي بن المديني ضعيف البنية لا يقدر على التحمل مثلما فعل الإمام الجليل أحمد بن حنبل، فقد قاموا بحبسه ثمانية أشهر في الظلام حتى خاف على بصره، وكان لايقدر على تحمل السوط ، فأستجاب لهم حتى انقضت المحنه وأعلن توبته وأنه كان مجبر على الأستجابة لهم.
- روى الخطيب البغدادي بسنده عن العباس بن عبد العظيم العنبري، قال: دخلت على علي ابن المديني يوما، فرأيته واجماً مغموماً، فقلت: ما شأنك؟ قال: رؤيا رأيتها، قال: قلت: وما هي؟ قال: رأيت كأني أخطب على منبر داود النبي صلى الله عليه وسلم، قال: فقلت: خيرا، رأيت أنك تخطب على منبر نبي، فقال: لو رأيت كأني أخطب على منبر أيوب كان خيرا لي؛ لأن أيوب بلي في بدنه، وداود فتن في دينه، وأخشى أن أفتن في ديني، فكان منه ما كان. قلت: يعني أنه أجاب لما امتحن إلى القول بخلق القرآن.[31]
- وروى الخطيب البغدادي أيضاً قال: قال ابن أبي دؤاد للمعتصم: يا أمير المؤمنين، هذا يزعم - يعني: أحمد بن حنبل - أن الله تعالى يرى في الآخرة، والعين لا تقع إلا على محدود، والله تعالى لا يحد، فقال له المعتصم: ما عندك في هذا؟ فقال: يا أمير المؤمنين عندي ما قاله رسول الله صلى الله عليه وسلم. قال: وما قال عليه السلام؟ قال: حدثني محمد بن جعفر غندر، قال: حدثنا شعبة، عن إسماعيل بن أبي خالد، عن قيس بن أبي حازم، عن جرير بن عبد الله البجلي، قال: كنا مع النبي صلى الله عليه وسلم في ليلة أربع عشرة من الشهر فنظر إلى البدر، فقال: أما إنكم سترون ربكم كما ترون هذا البدر، لا تضامون في رؤيته، فقال لأحمد بن أبي دؤاد: ما عندك في هذا؟ قال: أنظر في إسناد هذا الحديث، وكان هذا في أول يوم، ثم انصرف، فوجه ابن أبي دؤاد إلى علي ابن المديني، وهو ببغداد مملق ما يقدر على درهم، فأحضره فما كلمه بشيء حتى وصله بعشرة آلاف درهم، وقال له: هذه وصلك بها أمير المؤمنين، وأمر أن يدفع إليه جميع ما استحق من أرزاقه، وكان له رزق سنتين، ثم قال له: يا أبا الحسن حديث جرير بن عبد الله في الرؤية ما هو؟ قال: صحيح، قال: فهل عندك فيه شيء؟ قال: يعفيني القاضي من هذا. فقال: يا أبا الحسن هذه حاجة الدهر، ثم أمر له بثياب وطيب ومركب بسرجه ولجامه، ولم يزل حتى قال له: في هذا الإسناد من لا يعمل عليه، ولا على ما يرويه، وهو قيس بن أبي حازم، إنما كان أعرابياً بوالاً على عقبيه. فقبل ابن أبي دؤاد ابن المديني واعتنقه، فلما كان الغد وحضروا، قال ابن أبي دؤاد: يا أمير المؤمنين يحتج في الرؤية بحديث جرير، وإنما رواه عنه قيس بن أبي حازم أعرابي بوال على عقبيه، قال: فقال أحمد بن حنبل بعد ذلك: فحين أطلع لي هذا، علمت أنه من عمل علي ابن المديني. فكان هذا وأشباهه من أوكد الأمور في ضربه.[32] قال الخطيب البغدادي معلقاً على الرواية السابقة: أما ما حكي عن علي بن المديني في هذا الخبر من أن قيس بن أبي حازم لا يعمل على ما يرويه لكونه أعرابياً بوالاً على عقبيه فهو باطل، وقد نزه الله علياً عن قول ذلك؛ لأن أهل الأثر وفيهم علي مجمعون على الاحتجاج برواية قيس بن أبي حازم وتصحيحها، إذ كان من كبراء تابعي أهل الكوفة، وليس في التابعين من أدرك العشرة المقدمين، وروى عنهم غير قيس مع روايته عن خلق من الصحابة سوى العشرة، ولم يحك أحد ممن ساق خبر محنة أبي عبد الله أحمد بن حنبل أنه نوظر في حديث الرؤية، فإن كان هذا الخبر المحكي عن ابن فهم محفوظا، فأحسب أن ابن أبي دؤاد تكلم في قيس بن أبي حازم بما ذكر في الخبر، وعزا ذلك إلى علي ابن المديني والله أعلم.[33] وقال أبو بكر: قلت لأبي عبد الله: قال لي عباس العنبري: قال علي ابن المديني، وذكر رجلا فتكلم فيه، فقلت: إنهم لا يقبلون منك، إنما يقبلون من أحمد بن حنبل. قال: قوي أحمد على السوط، وأنا لا أقوى.[34]

وكان علي بن المديني رحمه الله ممن دخل في محنة القول بخلق القرآن دخول الخائف على نفسه ولم يصبر كما صبر الإمام أحمد بن حنبل وغيره بل هاب الإرهاب والقمع الذي حصل لمن لم يوافق دعاة القول بخلق القرآن إلى ما يريدون ومن أجل ذلك لم يرو عنه بعض المحدثين كالإمام مسلم. ولكنه تاب وأناب واتضح من قوله وقول غيره أن دخوله لم يكن عن عقيدة وإنما كان خوفا على النفس. وقد صرح بذلك عن نفسه وصرح به غيره، وقد أورد الذهبي علي بن المديني في كتابه الميزان لكون العقيلي أورده في كتاب الضعفاء وأنحى باللوم على العقيلي لذلك وذب عن هذا الإمام وأشاد بذكره والثناء عليه قال في كتابه الميزان: "أحد الأعلام الأثبات وحافظ العصر ذكره العقيلي في كتاب الضعفاء، فبئس ما صنع، فقال: جنح إلى ابن أبي دؤاد والجهمية وحديثه مستقيم إن شاء الله"، ثم ذكر الذهبي بعض ثناء الأئمة عليه ثم قال: "وقد بدت منه هفوة ثم تاب منها وهذا أبو عبد الله البخاري – وناهيك به – قد شحن صحيحه بحديث علي بن المديني وقال: ما استصغرت نفسي بين يدي أحد إلا بين يدي علي بن المديني، ولو ترك حديث علي وصاحبه محمد وشيخه عبد الرزاق وذكر أناسا آخرين سماهم، لغلقنا الباب وانقطع الخطاب، ولماتت الآثار، واستولت الزنادقة، ولخرج الدجال، أفما لك عقل يا عقيلي أتدري فيمن تتكلم، وإنما تبعناك في ذكر هذا النمط لنذب عنهم ولنزيف ما قيل فيهم كأنك لا تدري أن كل واحد من هؤلاء أوثق منك بطبقات بل وأوثق من ثقات كثيرين لم توردهم في كتابك فهذا مما لا يرتاب فيه محدث".
وقال الحافظ ابن حجر في التقريب: "عابوا عليه إجابته في المحنة لكنه تنصل وتاب واعتذر بأنه كان خاف على نفسه".
وقال الذهبي في تذكرة الحفاظ بعد أن ذكر كثيرا من ثناء الأئمة عليه: "قلت مناقب هذا الإمام جمة لو ما كدرها بتعلقه بشيء من مسألة خلق القرآن وتردده إلى أحمد بن أبي دؤاد إلا أنه تنصل وندم وكفر من يقول بخلق القرآن، فالله يرحمه ويغفر له". انتهى.
وقال ابن أبي حاتم الرازي في كتاب الجرح والتعديل: "وترك أبو زرعة الرواية عنه من أجل ما كان منه في المحنة وكان أبي يروي عنه لنزوعه عما كان منه".

## عقيدته ومنهجه العقدي
علي بن المديني أحد أبرز علماء الحديث والرجال في القرن الثالث الهجري، وصاحب آراء عقدية امتازت بالتمسك بمنهج السلف. تُعدّ آراؤه جزءًا من الإطار العام لعقيدة أهل الحديث، التي تبنّت الدفاع عن السُّنة ونبذ التأويلات الكلامية.

### الإيمان وطبيعته:
- يرى أن الإيمان "قول وعمل، يزيد وينقص"، مُستندًا إلى إجماع العلماء الذين عاصرهم، مع تأكيده على ارتباط العمل بالنيّة وموافقة السُّنة.[39]
- يُعتبر ترك الصلاة كفرًا، بينما لا يُكفَّر تارك غيره من الأعمال إلا إذا أنكر وجوبها.[40]

### إيمانه بالقدر:
- يؤمن بالقدر خيره وشره، وينهى عن الخوض في تفاصيله بالجدل، مُكتفيًا بالتسليم بنصوص الوحي.
- يرفض المناظرة في القدر وغيره من الأمور العقدية، معتبرًا أن الإيمان بالغيب دون تعليلٍ هو أساس السُّنة.[41]

### القرآن وكلام الله:
- يصرّح بأن "القرآن كلام الله غير مخلوق"، ويحذّر من التردد في هذه العقيدة، مُؤكدًا أن كلام الله صفة من صفاته الذاتية.[42]

### الغيبيات واليوم الآخر:
- عذاب القبر والشفاعة: يُؤمن بفتنة القبر، وحوض النبي محمد صلى الله عليه وسلم، وشفاعته لأمته، مستندًا إلى الأحاديث الصحيحة.
- الميزان والحساب: يرى أن أعمال العباد تُوزن يوم القيامة، وأن الله يُكلّم العباد مباشرة دون ترجمان.
- نزول عيسى وقتله الدجال: يُقرّ بنزول المسيح عيسى بن مريم في آخر الزمان لقتل الدجال، وفقًا للنصوص الواردة.[43]

### الموقف منالخلافةوأئمة المسلمين:
- تفضيل الصحابة: يرى أن أفضل الأمة بعد النبي صلى الله عليه وسلم هم أبو بكر الصديق، ثم عمر بن الخطاب، ثم عثمان بن عفان، ثم علي بن أبي طالب، مُتبعًا ترتيب الصحابة في الفضل كما أجمع عليه السلف.
- السمع والطاعة للأئمة: يُوجب السمعَ والطاعةَ لولاة الأمر، برّهم وفاجرهم، ما داموا قائمين بالخلافة بإجماع الأمة، ويحرّم الخروج عليهم أو منازعتهم، مستشهدًا بحديث: «مَنْ خَرَجَ عَلَى الإِمَامِ مَاتَ مِيتَةً جَاهِلِيَّةً».[44]
- الغزو مع الأمراء: يُقرّ بوجوب الجهاد مع الحكام، حتى لو كانوا فسقة، معتبرًا أن حكم الجهاد باقٍ إلى قيام الساعة.[43]

### الفقه والحدود الشرعية:
- الرجم: يرى وجوب الرجم على المحصن الزاني إذا توفرت الشروط، مستندًا إلى فعل النبي صلى الله عليه وسلم والخلفاء الراشدين.[45]
- قتال الخارجين واللصوص: يجيز الدفاع عن النفس والمال ضد المعتدين، لكن يحرّم تعقبهم بعد انتهاء الاعتداء، تاركًا أمرهم للحكام.[46]

### المنهج مع المخالفين وأهل البدع:
- الموقف من أهل الكلام: يذمُّ الجدلَ في الدين، ويعتبر مُتكلّمي القدر وغيرهم خارجين عن السُّنة، حتى لو أصابوا في الرأي، ما داموا يُصرّون على المناظرة.
- التحذير من التكفير: يمتنع عن تكفير أي مسلم مُقرّ بالشهادتين، ويترك أمره إلى الله، مع الترجي للصالحين والخوف على العصاة.
- الرفق بأهل البيت والصحابة: يُحرّم انتقاص الصحابة أو بغضهم، ويوجب الترحم عليهم جميعًا، كما يُحذّر من الغلو في مدح بعض الأئمة كأبي حنيفة.[47]

### المنهج مع الحديث والنصوص:
- التسليم بالنصوص: يرفض التأويل في الأحاديث المتشابهة، كصفات الله وعذاب القبر، ويكتفي بالتسليم دون سؤال "كيف؟"، كقوله: «يُؤمَنُ بِهَا وَيُسَلَّمُ».[48]
- تمييز الرواة: يُشترط في قبول الحديث أن يكون رواته من الثقات، مع تشديده على اتباع منهج المحدّثين في نقد الرجال، كاعتماده على أيوب السختياني وابن عون في البصرة، وسفيان الثوري في الكوفة [49] قال علي بن المديني في حديث النبي صلى الله عليه وسلم: "لا تزال طائفة من أمتي ظاهرين على الحق، لا يضرهم من خالفهم" [50] هم أهل الحديث، والذين يتعاهدون مذاهب الرسول ويذبون عن العلم. لولاهم، لم تجد عند المعتزلة والرافضة والجهمية وأهل الإرجاء والرأي شيئا من السنن.[51]